# Festuca

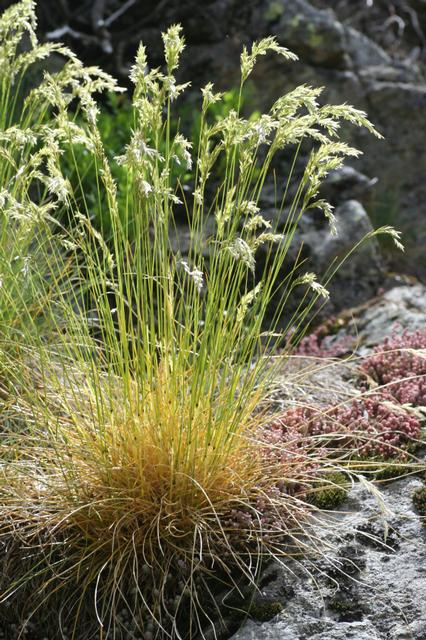
Festuca eskia

Festuca és un gènere de plantes de la família de les poàcies, ordre de les poals, subclasse de les commelínides, classe de les liliòpsides, divisió dels magnoliofitins. El gènere compta amb unes 300 espècies d'herbàcies perennes. La seva distribució és cosmopolita, però la majoria d'espècies es troben en zones de clima temperat fred. El gènere Festuca està estretament emparentat amb el gènere Lolium i actualment se sap que el gènere Festuca no és monofilètic i per això algunes espècies de Festuca han passat a considerar-se dins el gènere Lolium.
Les espècies de Festuca van d'herbes de tan sols 10 cm d'alt fins a d'altres de 2 metres.
Algunes espècies serveixen per a gespa i altres per pastura i producció de farratge sec especialment nutritiu. Els seus alcaloides, però, poden ser tòxics per les eugues grosses.

## Algunes espècies
- Festuca amethystina L.
- Festuca ampla Hackel
- Festuca amplissima Rupr.
- Festuca apheles Keng
- Festuca arundinacea Schreber
- Festuca baffinensis Polunin
- Festuca brevifolia R. Br.
- Festuca bromoides Michx.
- Festuca burgundiana Auquier et Kerguélen
- Festuca burnatii St-Yves
- Festuca capillifolia Dufour
- Festuca californica Vasey
- Festuca clementei Boiss.
- Festuca confinis Vasey
- Festuca confusa Piper
- Festuca dasyclada Hack.
- Festuca diandra Michx.
- Festuca dissitiflora Steud.
- Festuca durandii Clauson
- Festuca earlei Rydb.
- Festuca elata Keng
- Festuca elegans Boiss.
- Festuca eskia Ramond ex DC. gespa
- Festuca fuegiana Hook.
- Festuca gracilenta Buckley
- Festuca gigantea (L.) Vill.
- Festuca gypsophila Hack.
- Festuca hephaestophila Nees
- Festuca heterophylla Lam.
- Festuca howellii Hack.
- Festuca hystrix Boiss.
- Festuca idahoensis Elmer
- Festuca indigesta Boiss.
- Festuca ingrata Rydb.
- Festuca markgrafiae Veldkamp
- Festuca microstachys Nutt.
- Festuca microstachys Nutt.
- Festuca mirabilis Piper
- Festuca nervosa Hook.
- Festuca nevadensis (Hackel) Mark gr.-Dannenb.
- Festuca occidentalis Hook.
- Festuca ovina L.
- Festuca pacifica Piper
- Festuca paniculata (L.) Schinz et Thell. o sauró, genals, gespet, llistó, segalíssia, segaliva, llispet, sador, sagalisia, sedorn, sidorn, sodorn, sudorn, xispet[5]
- Festuca pectinata Labill.
- Festuca plicata Hackel
- Festuca poaeoides Michx.
- Festuca potosiana Renvoize
- Festuca pratensis Hudson
- Festuca pseudotrichophylla Patzke
- Festuca purpurascens Hook. f.
- Festuca richardsonii Hook.
- Festuca rigida (L.) Link
- Festuca rubra L.
- Festuca rusbyi Hitchc.
- Festuca saximontana Rydb.
- Festuca scabrella Torr.
- Festuca scariosa (Lag.) Hackel
- Festuca sciurea Nutt.
- Festuca soraria Piper
- Festuca subbiflora Suksd.
- Festuca subulifolia Benth.
- Festuca suksdorfii Piper
- Festuca talamancensis Davidse
- Festuca tenella Willd.
- Festuca tenuifolia Sibth.
- Festuca texana Vasey
- Festuca trichophylla (Ducros ex Gaudin) K. Richter
- Festuca triflora Desf.
- Festuca valentina (St-Yves) Markgr.-Dannenb.
- Festuca vallicola Rydb.

(vegeu-ne una relació més exhaustiva a Wikispecies)

## Sinònims
(Els gèneres marcats amb un asterisc (*) són sinònims probables)

(Els gèneres marcats amb dos asteriscs (**) són sinònims possibles)

Amphigenes Janka, 
Anatherum Nábelek, 
Argillochloa W. A. Weber, 
Bucetum Parn., 
Drymochloa Holub, 
Drymonaetes Fourr., nom. inval., 
Festucaria Heist. ex Fabr., 
Gnomonia Lunell, 
Gramen Krause, 
Helleria E. Fourn., 
Hellerochloa Rauschert, 
Hesperochloa (Piper) Rydb., 
Laston Pau, 
Leiopoa Ohwi, 
Leucopoa Griseb., 
Lojaconoa Gand., 
Nabelekia Roshev., 
*Pseudobromus K. Schum., 
*Schedonorus P. Beauv., 
Schoenodorus Roem. & Schult., orth. var., 
**Tzvelevia E. B. Alexeev, 
Wasatchia M. E. Jones.